# Dutsin-Ma
Dutsin-Ma è una città della Repubblica Federale della Nigeria appartenente allo stato di Katsina. È il capoluogo dell'omonima area a governo locale (local government area) che si estende su una superficie di 527 km² e conta una popolazione di 169.671 abitanti.